# 方濟·博日亞
方済·德·博尔贾（西班牙語：Francisco de Borja；1510年10月28日—1572年9月30日），文艺复兴时期欧洲神学家。他放弃了西班牙南部的一个公爵领地，加入了耶稣会。作为教皇亚历山大六世的曾孙（祖父是乔瓦尼·波吉亚），他给耶稣会带来巨大的政治声誉。他担任了耶稣会第三任總會長，被譽為「耶穌會第二會祖」。